# 448e brigade de missiles
La 448e brigade de missiles (en russe : 448-я ракетная бригада, abrégé 448 рбр), de son nom complet la 448e brigade de missiles nommée d'après Sergueï Pavlovitch Nepobedimi (en russe : 448-я ракетная бригада имени Серге́й Па́влович Непобеди́мый) est une brigade de missiles balistiques tactiques des troupes de missiles et d'artillerie des forces terrestres russes (n° d'unité 35535).
La brigade fait partie de la 20e armée combinée de la Garde du district militaire ouest, basée à Koursk, dans l'oblast de Koursk.

## Histoire
La brigade est formée en septembre 1987 à Born en Allemagne de l'Est. L'unité est composée des 639e, 650e et 697e bataillons séparés de missiles, ainsi que d'une batterie technique. Les 639e et 650e bataillons sont basés à Born et le 697e bataillon est basé à Schönebeck. Le 639e avait été transféré de la 10e division de chars de la Garde (en), le 650e de la 12e division de chars de la Garde (en) et le 697e de la 7e division de chars de la Garde (en). La brigade est subordonnée à la 3e armée du Drapeau rouge, équipé du missile balistique tactique OTR-21 Totchka. En décembre 1990, la brigade s'installe à Koursk et fait partie de la 20e armée de la Garde.
Les missiles OTR-21 Tochka de la brigade seront être remplacés par des missiles 9K720 Iskander. Depuis le 2 août 2021, la brigade porte le nom du concepteur du missile Totchka, Sergueï Nepobedimi.
Sous le commandement du colonel Dmitri N. Martynov, l'unité est engagée dans l'invasion russe de l'Ukraine.